# 이폴리트 텐
이폴리트 아돌프 텐(Hippolyte Adolphe Taine)는 프랑스의 철학자, 사상가, 비평가, 역사가다. 1828년 4월 21일 출생하였고, 1893년 3월 5일에 타계하였다. 19세기 프랑스 실증주의에서 가장 존경받는 사상가의 한 사람이고, 인간성 연구에 과학적 방법을 가지고 접근했다. 오귀스트 콩트의 실증주의적 방법을 응용해서 과학적으로 문학을 연구했다. 인종, 환경, 시대의 세 요소를 확립하였다.

## 생애와 활동

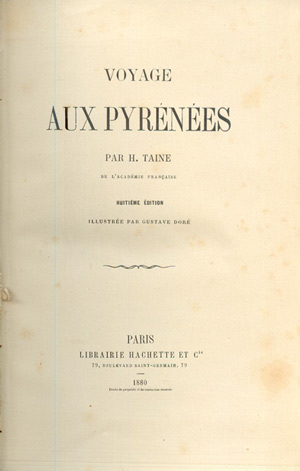
피레네 호수 탐방기 1855.

텐은 전문직에 종사하는 중산층 집단에서 태어났다. 아버지는 변호사였다. 집에서 개인 교습을 받다가 아버지가 사망 한 후에 어머니와 같이 파리로 이사하여 콜레주 부르봉의 우등생이 되었다. 이후에 프랑스 고등사범학교(에콜 노르말_에서 공부했다. 1848년 예비 학위를 취득하고 가장 큰 관심 분야의 하나인 철학에서 고급학위를 따려고 공부를 시작했다. 그때 텐은 이미 이단적인 사상을 품고 있었다. 15세 때 이미 그리스도교 신앙을 버린 것으로 추정된다. 청년 특유의 합리주의적 태도로 인해서, 모든 지식은 감각기관에 의한 경험, 관찰, 및 통제된 실험에 바탕을 두어야 한다고 주장하는 철학자들의 사상을 찬미하게 되었다. 이와 같은 사상은 쇼펜하우어같은 사람에게 받은 것으로 추정된다. 텐은 생명과 우주의 원인을 총체적으로 밝히고자 하는 사명적 열의를 품게 되었다.
그러나 이같은 텐의 의견과는 대조적으로, 텐이 파리에서 사사한 새로운 철학 교사들은 당시 널리 보급된 절충주의 철학 이론을 지니고 있었다. 결국 고급학위 심사위원들은 학계에서 얼마간 의혹을 불러 일으키면서 1851년에 텐의 논문을 불합격 처리하였다. 그 후에 텐은 느베르와 푸아티에에서 잠시 교사 생활을 했고, 1852년 휴가원을 냈다. 파리로 돌아온 텐은 두 편의 문학박사 학위 논문 준비에 전념했다. <플라톤의 등장인물들에 관하여 De Personis Platonicis> 와 최초의 명저인 라 퐁텐에 관한 연구(1853, 1861 <라 퐁텐과 그의 우화집 La Fontaine et ses fables>으로 개정, 출판>)였다.
텐은 1853년 5월 박사학위를 얻고, 리비우스에 관한 논문 <티투스 리비우스론 Essai sur Tite-Live> (1856) 집필을 시작했다. 이 논문은 텐의 철학적 의견이 더욱 비판받게 될 빌미를 마련했지만, 아카데미 프랑세즈한테 상을 받았다. 이무렵 텐은 과학 강의를 들으며, 훗날 심리학 저술에 활용한 생리학에 대한 공부를 했다. 전임강사직으로 복귀하기를 꺼린 텐은 가정 교사 생활을 하였고, 저술활동을 해서 생계를 이어나갔다. 1854년에 건강이 나빠져서 휴가를 가게 되었는데, 이것이 기회가 되어서 1855년에는 여행 경험에 입각한 관광 안내서 <피레네 호수 탐방기 Votage aux eaux des Pyrenees>를 출판했다.

## 텐의절충주의에 대한 비판
히폴리트 텐에게 더욱 도움이 된 것은 <르뷔 데 되 몽드 Revue des Deux Mondes> (양세계비평), <르뷔 드 랭스트뤽시옹 퓌블리크 Revue de l`Instruction> (교육평론) <주르날 데 데바 Journal des Debats> 와 같은 정기간행물에 문학이나 역사에 관한 평론, 기사를 자주 기고한 일이었다.
이 기사들을 바탕으로 이미 라 퐁텐과 리비우스에 관한 작품으로 얻은 명성을, 더욱 높여준 세 권의 책이 탄생했기 때문이다. 당시에 유행하던 빅토르 쿠쟁 일파의 절충주의 철학에 대한 비판적 반론이자, 후반부에서 자신의 실증주의적 지식론을 명쾌히 설명한 <19세기의 프랑스 철학자들 Les Philosophes français du XlX siècle> (1857), 이것과 첫번째 〈비평과 역사 평론 Essais de critique et d'histoire〉(1858), 〈영국 문학사 Histoire de la littérature anglaise〉(4권, 1863~64) 등이 바로 그 책이다.

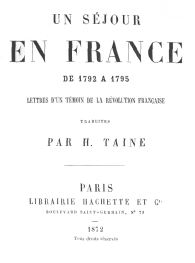
<프랑스 체류, 1872>의 표지

〈영국 문학사〉의 서문에서 텐은 자신의, 문학과 문화사 연구 방법을 간단명료하게 설명하고 문학비평에 대한 자신의 과학적인 태도를 이해시키기 위해 기본 교재를 소개했다. 텐은 어떤 시대와 사회의 문화유산에도 동일한 원인력이 잠재해 있다고 주장했다. 누구든지 문학작품을 검토해보면 작가의 심리를 파악할 수 있고, 작가의 생애와 성격을 면밀히 조사해 이를 보충하면 작품의 방향을 결정짓는 지배적인 특성을 알 수 있다. 거꾸로, 이 지배적인 특성은 작가가 조상으로부터 물려받은 성격과 그의 사회적·정치적·지리적 배경 및 그가 집필할 당시의 역사적 상황, 즉 종족·환경·시대의 중요한 결정 인자로 설명될 수 있다는 것이 텐의 주장이다.
여기서 텐의 관심은 문학 자체보다 역사적 원인 작용과 심리학에 있다는 것이 자명하다. 그리고 텐 자신은 비평가로서의 재능이 상당했지만, 텐의 방법은, 추종자들이 비평적 판단을 희생하면서까지 전기와 문학사에 집착하게 만들었다고 생각해도 될 것이다.
1860년대 내내 텐은 활발하게 연구와 집필 활동을 계속했다. 영국·이탈리아·독일·네덜란드로 여행을 했던 것도 훗날의 작품을 위한 비망록 수집의 기회였다. 그 한 예가 단순화의 흠은 있을지라도 관찰이 치밀한 〈영국 비망록 Notes sur l'Angleterre〉(1872)이었다. 그리고 파리에서 했던 생활을 소재로 삼아 〈파리 비망록：프레데리크 토마 그랭도르주 씨의 생애와 의견 Notes sur Paris：Vie et opinions de M. Frédéric-Thomas Graindorge〉(1867)을 집필했는데, 이것은 텐의 책 가운데 가장 일상적이고 재미있는 내용을 담은 책으로 알려졌다.
1864년 나폴레옹 3세의 결정에 의해 텐은 건축가 비올레 르 뒤크의 뒤를 이어 파리 에콜 데 보자르의 미학 및 미술사 교수로 임명되는 행운을 얻었다. 그곳에서 20년 동안 강의를 정리해 〈예술철학 Philosophie de l'art〉(1865)·〈예술의 이상에 관하여 De l'idéal dans l'art〉(1867)와 이탈리아(1866)·네덜란드(1868)·그리스(1869)의 예술철학에 관한 책들을 출판했다. 교수직으로 안정된 기반을 얻은 텐은 지속적으로 과학적인 연구활동을 할 수 있었으며 1860년대 후반에는 활기찬 삶을 누릴 수 있었다. 텐은 2번째 평론집인 〈비평과 역사평론 2집 Nouveaux essais de critique et d'histoire〉(1865)을 발표했는데, 여기에는 라신·발자크·스탕달(텐은 스탕달의 심리적 통찰력에 처음 감탄한 사람들 가운데 한 사람이었음)에 관한 통찰력 있는 글들이 들어 있다. 1868년에는 유명한 건축가 겸 화가의 딸인 드뉘엘과 결혼해 1남 1녀를 낳았다.

## 텐의 역작 <지성론> 출판
1870년 텐은 청소년 때부터 관심있었던 심리학 방법론에 대한 작품인 〈지성론 De l'intelligence〉(1871)을 2권으로 출판했다. 과학에 대한 텐의 헌신은 여기서 가장 완전하게 나타난다. 텐은 절충주의자들의 공상적이고 내성적인 방법에 반대하며 인간성 연구를 위한 과학적 방법론을 약술해 가지고 테오뒬 리보, 피에르 자네와 같은 사상가들과 함께 실험심리학의 창시자로 꼽히게 되었다.
텐의 <지성론>은 지금은 시대에 뒤떨어진 내용이지만 당시에는 실험, 원인 탐구, 병력 검토, 성격의 생리적 기초를 강조해 가지고 조사방법을 수정하는 데 도움이 되었다. 그러나 그것은 텐의 사상에 대한 비판을 격화시켰다. 텐의 반대자들은 텐이 순전히 결정론적이고 유물론적인 인간관을 지니고 있다며 격렬히 비난했다. 텐 스스로는 유물론을 거부하며 자기가 알기로는 결정론과 도덕적 책임은 양립할 수 있다며 반론을 폈지만, 반대파의 비난이 근거가 없는 소리는 아니었다.
또한 이 〈지성론〉은 실증주의와 헤겔의 관념론을 융합해 과학적 형이상학을 위한 방법을 제시하려던 텐의 오랜 노력을 발전시켰다. 그러한 형이상학을 통해 생명 자체의 궁극적인 원인을 발견할 수 있을 것이라고 주장했고, 이러한 통찰을 바탕으로 자연에 대한 고양된 범신론적 믿음을 품게 되었으며 그것을 〈비평과 역사 평론 2집〉 가운데 마르쿠스 아우렐리우스에 관한 평론과 〈비평과 역사 평론 3집 Derniers essais de critique et d'histoire〉 중 이피게네이아에 관한 수필에서 감동적으로 표현하고 있다.
1870~71년에 프랑스가 비스마르크의 전술에 휘말려 프로이센에게 전쟁을 선포했다. (보불전쟁) 이 전쟁에서 프랑스는 패했고, 프랑스의 패전은 텐에게(1869년에 독일을 방문한 결과 독일 문명에 대한 열광에서 깨어나면서 마음 속으로는 대비하고 있었지만) 심대한 영향을 미쳤다. 텐의 시점에서 프랑스의 패배는 뿌리 깊은 프랑스의 천박한 국민성에서 생겨난 것이었다. 프랑스 국민의 천박성을 조사하는 데 자신의 말년을 바치기로 결심했다. 보통선거권의 제반 문제와 결과에 관한 1872년의 소책자는 텐이 정치 쪽에 관심이 있다는 걸 보여주지만, 그보다 더 중요한 것은 역사적인 접근방법을 사용한 점이다. 자신의 조국을 궁지에 빠뜨린 것은 정치적 불안정이라고 판단해 그 불안정의 근원을 탐구하고자 한 것이다.

## 텐의 역사론과 업적
텐은 다른 곳에 관심이 있었다. 관심사를 대대적으로 바꾼 결과, 이 관심이 과학적 객관주의를 선언한(그러나 사실과 해석의 신뢰성은 계속 문제가 되었음) 기념비적인 역사분석서인 걸작 〈현대 프랑스의 기원 Les Origines de la France contemporaine〉을 탄생시켰다. 이 저서는 프랑스의 1차적인 결함이 앙시앵 레짐(구체제)에서 시작되어 프랑스 혁명으로 강화된 과도한 중앙집권화에 있다는 것을 증명하려 하고 있으며, 그 점에 관해 에드먼드 버크의 냉담한 의견에 공감하고 그 의견을 전개하고 있다. 제1권인 〈앙시앵 레짐 L'Ancien Régime〉이 1876년에 나왔고 뒤이어 혁명에 관한 책 3권이 나왔다(1878~85). 1878년에 텐은 아카데미 프랑세즈의 회원으로 뽑혔다.
스스로 정한 과업을 수행할 시간을 확보하려고, 텐은 파리를 떠나서 보내는 시간이 갈수록 많아졌다. 1883년 이후에는 교수직을 사임하고 안시의 망통생베르나르에 있는 호반의 집에서, 항상 사랑하던 평화로운 자연에 파묻혀 가족과 친구들에 둘러싸여 살면서 일했다. 그러나 〈레짐 모데른 Le Régime moderne〉 1권만이 텐의 생전에 출판되었고(1891), 제2권은 1893년 11월에 출간되었다. 1899년 전작으로 재발간되었다. 텐의 사후에 나온 책으로는 〈비평과 역사 평론 3집〉(1894)과 1861년경에 쓴 미완의 자전적·심리학적인 소설 〈에티엔 메랑 Étienne Mayran〉(1910) 등이 있다. 그는 1893년 파리에서 죽었고 망통생베르나르에 묻혔다.
텐은 프랑스의 위대한 사상가, 문예 비평가, 역사가로서 광범위한 분야에 걸쳐 명성을 얻었고 큰 영향을 끼쳤다. 과학숭배사상인 19세기 프랑스 실증주의에서 가장 존중받는 지성인의 한 사람인 것이다.

## 참고 문헌
- 이폴리트 테느, 예술철학

## 같이 보기
- 쇼펜하우어
- 스탕달
- 오귀스트 콩트